# Espejo de navegantes
Quatri partitu en cosmographia practica, conosciuta con il cnome di Espejo de navegantes (in italiano Specchio dei naviganti) è il titolo di un'opera scritta da Alonso de Chaves a Siviglia intorno al 1540, una sorta di manuale in cui i piloti potevano trovare tutte le informazioni necessarie sull'arte del loro mestiere.

## Contenuto
Quando il pilota e cosmografo Alonso de Chaves fa riferimento alla "cosmografia pratica" nel titolo della sua opera, la equipara all'arte della navigazione e non alla nozione di cosmografia ereditata da Tolomeo e Pomponio Mela. La cosmografia del XVI secolo era un corpo di conoscenze che riuniva elementi speculativi derivati dalla filosofia naturale e dalla geografia descrittiva, ma che attingeva anche all'esperienza degli uomini di mare e, naturalmente, agli sviluppi matematici e geometrici. La cosmografia pratica nacque nella penisola iberica in concomitanza con i primi viaggi transoceanici e le scoperte geografiche, nonché con il tentativo di adattare l'arte della navigazione oceanica alla geografia teorica proveniente dal rinascimento umanistico di Tolomeo.
Con le nozioni cartografiche contenute nel manuale, i cartografi di corte spagnoli mantenevano aggiornato il Padrón Real, la mappa ufficiale della Casa de Contratación.